# Harpyje pralesní
Harpyje pralesní (Harpia harpyja, Linné 1758) je po kondorovi andském druhým největším dravcem Jižní Ameriky, může mít rozpětí křídel až dva metry a dosáhnout hmotnosti 9 kilogramů. Samec je výrazně menší než samice. Má masivní zobák a mohutné silné nohy opatřené až 13 cm dlouhými drápy. Obě pohlaví jsou zbarvena stejně – hřbet je břidlicově černý, hlava a krk šedé, břicho bílé. Nohy jsou žluté. Ptáci mají v dospělosti na hlavě vztyčitelnou dvojitou chocholku.
Harpyje má široká zaoblená křídla a dlouhý ocas, což jí umožňuje manévrovat mezi stromy.

## Potrava

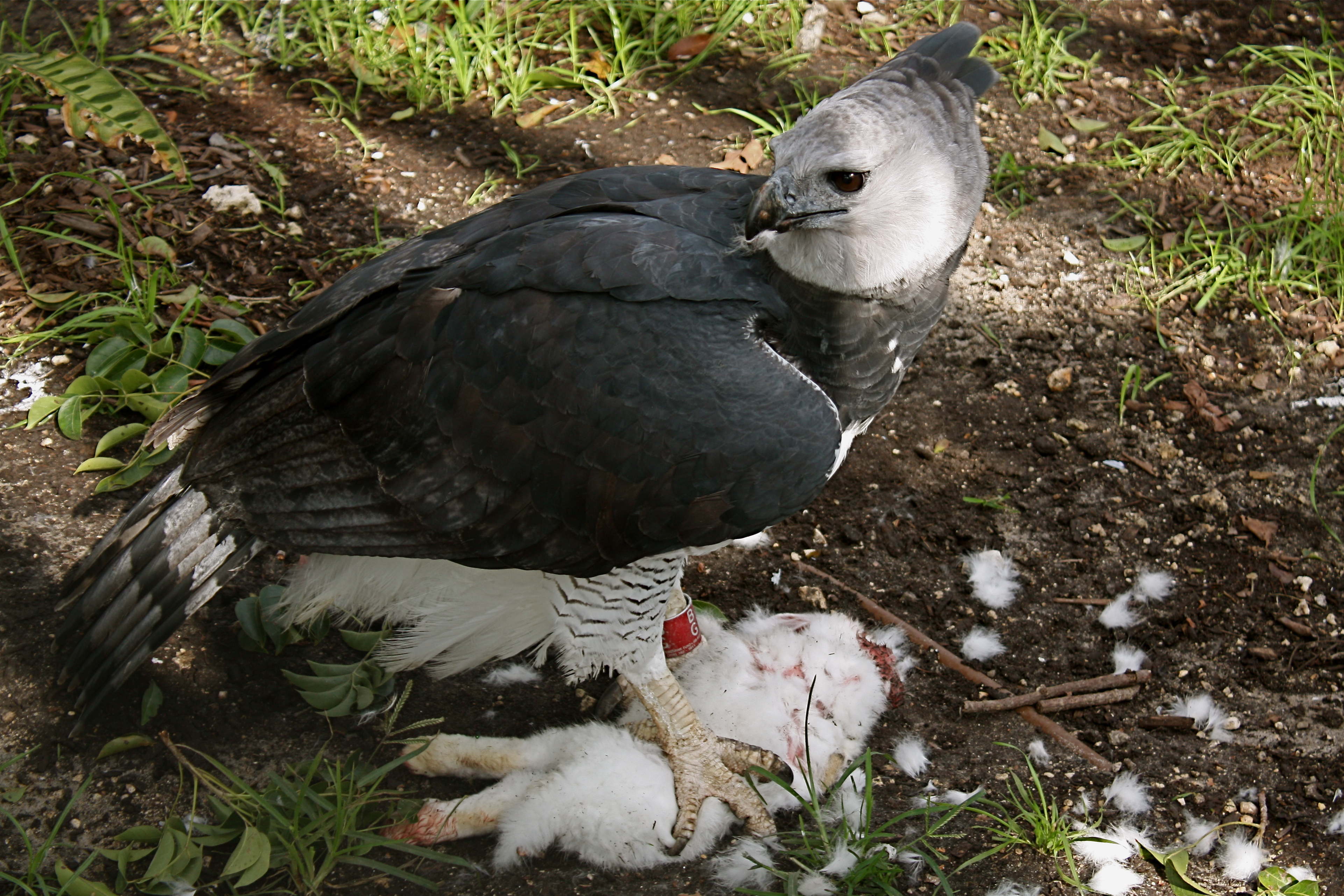
Harpyje s potravou

Harpyje pralesní je aktivní lovec, způsobem lovu připomíná jestřába. Létá nízko nad lesem, na vyhlédnutou oběť se vrhá střemhlavým letem, obratně manévruje mezi stromy rychlostí až 90 km/h a strhává kořist z větví pomocí svých silných drápů. Dokáže ulovit až 10 kg těžkou kořist a ve vzduchu unese až 3/4 vlastní hmotnosti.
Loví vřešťany, chvostany, malpy i jiné opice, hady, lenochody, aguti, mravenečníky, vačice, papoušky i jiné ptáky.

## Hnízdění
Hnízdo je umístěné vysoko na stromech a může mít průměr až 1,5 m.
Samice snáší jedno až dvě vejce, které zahřívá 56 dní. Mláďata jsou schopna letu až za 140 dní, dalšího půl roku je rodiče krmí na hnízdě a mládě zůstává v blízkosti hnízda i několik let. Harpyje vyvádějí mladé jen jednou za tři roky a většinou odchovají z každé snůšky jen jedno mládě.

## Rozšíření
Obývá nížinné deštné pralesy Střední a Jižní Ameriky. Avšak je nyní ohrožena mýcením místních pralesů.

## Druhy harpyjí
Kromě harpyje pralesní se v Jižní Americe vyskytuje také příbuzná harpyje krahujcová (Morphnus guianensis), která je nejbližší příbuzná harpyjí pralesních, byť systematicky nepatří do téhož rodu. Harpyje krahujcová je výrazně menší, nemá dvojitou chocholku, hruď a břicho má hnědobíle pruhované, ozobí a oči žluté. Vyskytuje se ve dvou formách, a to světlé a tmavé.

## Zajímavosti
Způsobem života se harpyji podobá filipínský orel opičí, velikostí zase v Evropě žijící orlosup bradatý.